# Tipula (Sinotipula) pacifica
Tipula (Sinotipula) pacifica is een tweevleugelige uit de familie langpootmuggen (Tipulidae). De soort komt voor in het Nearctisch gebied.